# Scelida
Scelida is een geslacht van kevers uit de familie bladkevers (Chrysomelidae).
De wetenschappelijke naam van het geslacht werd in 1875 gepubliceerd door Félicien Chapuis.

## Soorten
- Scelida antennata Jacoby, 1888
- Scelida balyi Jacoby, 1878
- Scelida bella Jacoby, 1888
- Scelida elegans Chapuis, 1875
- Scelida flaviceps (Horn, 1893)
- Scelida glabrata Jacoby, 1888
- Scelida metallica Jacoby, 1888
- Scelida mexicana (Jacoby, 1888)
- Scelida mimula (Wilcox, 1965)
- Scelida nigricornis (Jacoby, 1888)
- Scelida nigripes (Allard, 1889)
- Scelida rugosa Jacoby, 1888
- Scelida tenuimaginata (Bowditch, 1925)
- Scelida viridis Jacoby, 1879